# John Manners, 2:e hertig av Rutland
John Manners, 2:e hertig av Rutland, född den 18 september 1676, död den 22 februari 1721, var en brittisk ädling, son till John Manners, 1:e hertig av Rutland.
Han gick under titeln lord Roos från 1679 till 1703 och därefter markis av Granby till 1711, då han efterträdde sin far som hertig. Åren 1701–1711 var han parlamentsledamot (MP). Liksom sin far var han en stor jordägare, med slottet Belvoir Castle som bas. Senare utnämndes han till riddare av Strumpebandsorden.
John Manners gifte sig första gången 1693 med Catherine Russell (1676–1711), dotter till William Russell, lord Russell. År 1713 gifte han sig andra gången med Lucy Sherard (1685–1751), dotter till Bennet Sherard, 2:e baron Sherard. 
Med sina båda fruar fick han sammanlagt 17 barn, däribland:
- John Manners, 3:e hertig av Rutland (1696–1779)
- Lady Catherine Manners (1704–1780), gift med premiärminister Henry Pelham
- Lady Lucy Manners (1717–1788), gift med William Graham, 2:e hertig av Montrose
- Lord Robert Manners (1721–1782), general